# Liste der geschützten Landschaftsbestandteile im Landkreis Schaumburg
Im Landkreis Schaumburg gibt es 17 ausgewiesene geschützte Landschaftsbestandteile.
| Drei Solitäreichen                                          | BW                                            | GLB SHG 00001 | Beckedorf in Feld östlich von Lindhorst bei der Bahntrasse        | ⊙ |  | 6. März 1985  |
| Alte Bahntrasse Stadthagen - Niedernwöhren                  | BW                                            | GLB SHG 00002 | Meerbeck Abschnitt bei Enzen der Bahnstrecke Stadthagen–Stolzenau | ⊙ |  | 12. Aug. 1985 |
| Zwei Kastanien und eine Birkengruppe                        | BW                                            | GLB SHG 00003 | Meerbeck in Volksdorf                                             | ⊙ |  | 22. Nov. 1985 |
| Baumschutzsatzung Gemeinde Bad Eilsen                       | BW                                            | GLB SHG 00004 | Bad Eilsen                                                        | ⊙ |  | 29. Okt. 1981 |
| Teichanlage nördlich des Georgschachtes                     | BW                                            | GLB SHG 00005 | Stadthagen                                                        | ⊙ |  | 8. Sep. 1986  |
| Ahornallee am Georgschacht                                  | Abschnitt der Allee südlich des Georgschachts | GLB SHG 00006 | Stadthagen                                                        | ⊙ |  | 8. Sep. 1986  |
| Baum- und Heckenschutzsatzung Gemeinde Messenkamp           | BW                                            | GLB SHG 00007 | Messenkamp                                                        | ⊙ |  | 10. Apr. 1986 |
| Baum- und Heckenschutzsatzung Gemeinde Wölpinghausen        | BW                                            | GLB SHG 00008 | Wölpinghausen                                                     | ⊙ |  | 31. März 1987 |
| Kastanienallee in der Bergamtstraße                         | BW                                            | GLB SHG 00009 | Obernkirchen                                                      | ⊙ |  | 22. Juni 1987 |
| Baum- und Heckenbestand im Landkreis Schaumburg             | BW                                            | GLB SHG 00010 |                                                                   | ⊙ |  | 15. Sep. 1987 |
| Baum- und Heckenschutzsatzung Gemeinde Auetal               | BW                                            | GLB SHG 00011 | Auetal                                                            | ⊙ |  | 14. Dez. 1989 |
| Baumschutzsatzung innerhalb des Gebietes der Gemeinde Haste | Baumgruppe auf dem Bahnhofsvorplatz Haste     | GLB SHG 00012 | Haste                                                             | ⊙ |  | 20. März 1990 |
| Riehewiesen                                                 | BW                                            | GLB SHG 00013 | Hespe                                                             | ⊙ |  | 23. Jan. 1992 |
| Baum- und Heckenschutzsatzung im Flecken Lauenau            | BW                                            | GLB SHG 00014 | Lauenau                                                           | ⊙ |  | 11. Mai 1992  |
| Auealtarm Achum Stadt Bückeburg                             | BW                                            | GLB SHG 00015 | Bückeburg                                                         | ⊙ |  | 17. März 1993 |
| Ölmühlenwiese                                               | BW                                            | GLB SHG 00016 | Obernkirchen                                                      | ⊙ |  | 27. Jan. 1994 |
| Bergehalden                                                 | BW                                            | GLB SHG 00017 | Stadthagen Erhaltung historischer Kulturlandschaftsteile          | ⊙ |  | 23. März 2000 |
| Legende für Geschützter Landschaftsbestandteil              |                                               |               |                                                                   |   |  |               |